# Glarus Süd
Glarus Süd ist seit dem 1. Januar 2011 eine politische Gemeinde (Einheitsgemeinde) im Schweizer Kanton Glarus.
Sie entstand im Rahmen der Glarner Gemeindereform durch die Fusion der bisherigen Gemeinden Betschwanden, Braunwald, Elm, Engi, Haslen, Linthal, Luchsingen, Matt, Mitlödi, Rüti (GL), Schwanden (GL), Schwändi und Sool. Sitz der Gemeindeverwaltung ist Schwanden. Glarus Süd ist nach Scuol die flächenmässig zweitgrösste Gemeinde der Schweiz.

## Geographie
Die Gemeinde Glarus Süd umfasst das hintere Linthtal, auch Grosstal genannt, sowie das gesamte Sernftal, auch Kleintal genannt. Mit einer Fläche von 430 km² war sie von Anfang 2011 bis Ende 2014 die grösste politische Gemeinde der Schweiz, ab Januar 2015 die zweitgrösste hinter Scuol (439 km²). Die Gemeinde erstreckt sich von einer Höhe von 504 m ü. M. in Mitlödi im Norden bis auf den Gipfel des Tödi mit einer Höhe von 3614 m ü. M. im Süden. Glarus Süd hat eine Dreikantonsecke zu Graubünden und St. Gallen (), eine zu Graubünden und Uri () und eine zu Schwyz und Uri ().

## Wappen und Fahne

Fahne

Das Wappen zeigt «in Blau einen vielzackigen goldenen Stern über einem silbernen gestürzten Wellensparren».

## Verkehr
Die Gemeinde wird durch die Klausenpassstrasse von Glarus nach Altdorf UR erschlossen. Wenn der Klausenpass in den Wintermonaten gesperrt ist, ist das Tal nur noch vom Norden her über Glarus erreichbar. Den Anschluss an den öffentlichen Verkehr stellen die Eisenbahnlinie nach Linthal sowie die Autobetrieb Sernftal AG und diverse Seilbahnen sicher.

## Politik

### Gemeinderat
Dem Gemeinderat gehören sieben Personen an. Derzeit (Stand 2021) besteht die parteipolitische Zusammensetzung aus zwei Gemeinderäten der Mitte, zwei der FDP, einem der SVP, einem Grünen und einem Parteilosen.

### Landratswahlkreis
Glarus Süd ist ein Wahlkreis für den Glarner Landrat. Bei den Landratswahlen 2018 erreichten die Parteien folgende Wahlanteile:
- SVP, 28,4 %, 4 Sitze;
- FDP, 20,8 %, 3 Sitze;
- Grüne, 16,5 %, 2 Sitze;
- BDP, 16,1 %, 2 Sitze;
- SP, 13,1 %, 2 Sitze;
- CVP, 4,2 %, 1 Sitz.

## Besonderheiten
In Glarus Süd leben rund 1000 Ziegen, so viele wie in keiner anderen Schweizer Gemeinde.

## Persönlichkeiten
- Fridolin Brunner (1498–1570), evangelischer Pfarrer und Reformator 1532–1555 in Betschwanden
- Samuel Zopfy (1804–1890), Arzt und Pionier der Homöopathie, lebte und wirkte in Schwanden
- Oswald Heer (1809–1883), Schweizer Paläontologe, Botaniker und Entomologe, ab 1817 in Matt wohnhaft
- Kaspar Schiesser (1812–1839), Dichter aus Schwändi[8]
- Hilarius Knobel (1830–1891), Architekt aus Schwändi
- Gottfried Heer (1843–1921), evangelisch-reformierter Pfarrer 1866–1906 in Betschwanden, Ständerat 1906–1914 und Lokalhistoriker
- Jacques Schiesser (* 1848 in Linthal; † 18. August 1913 in Bern), Unternehmer
- Jakob Hefti (1873–1951), Politiker und Schriftsteller aus Luchsingen
- Hans Comiotto (1906–1972), Lehrer und Kunstmaler aus Schwanden
- Emil Brunner (1908–1995), Schweizer Fotograf, lebte von 1948 bis 1995 in Braunwald
- Anton Stadler (1920–2016), Politiker (CVP) aus Luchsingen
- Willi Aberer (1927–2007), österreichischer Politiker aus Mitlödi
- Jürgen Moser (1928–1999), deutsch-amerikanisch-schweizerischer Mathematiker, wurde bei Braunwald luftbestattet
- Kaspar Rhyner (* 1932), FDP-Politiker, Regierungsrat und Landammann des Kantons Glarus aus Elm
- Jakob Hefti (* 1947), ein Hornist und Kammermusiker aus Schwanden
- Kurt Albert (* 1952), Kapellmeister der Ländlerkapelle Echo vom Tödi aus Linthal
- Fritz Schiesser (* 1954), Politiker (FDP), Ständeratspräsident, Präsident ETH-Rat aus Haslen
- Hanspeter Hofmann (* 1960), Maler aus Mitlödi
- Vreni Schneider (* 1964), Skirennfahrerin aus Elm
- Rico Elmer (* 1969), Skibergsteiger aus Elm
- Jürg Grünenfelder (* 1974), Skirennfahrer aus Elm
- Corina Grünenfelder (* 1975), Skirennfahrerin aus Elm
- Tobias Grünenfelder (* 1977), Skirennfahrer aus Elm
- Markus Rhyner (* 1982), SP-Politiker und Gerichtsschreiber aus Elm
- Mathias Zopfi (* 1983), Politiker der Grünen und Ständerat aus Engi
- Cinia Schriber (* 1985), Landrätin (Grüne) aus Mitlödi
- André Reithebuch (* 1986), Mister Schweiz 2009 aus Linthal